# Metacyclops aequatorialis
Metacyclops aequatorialis – gatunek widłonoga z rodziny Cyclopidae. Nazwa naukowa tego gatunku skorupiaków została opublikowana w 1978 roku przez francuskiego zoologa-limnologa Bernarda Henriego Dussarta.